# Svatá Jana

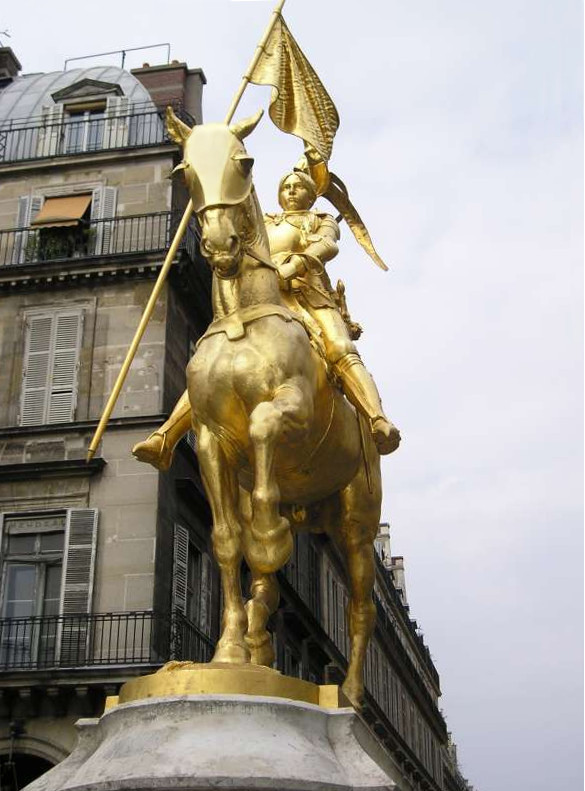
Svatá Jana

Svatá Jana (1923, Saint Joan) je historická divadelní hra anglického dramatika irského původu Georga Bernarda Shawa, nositele Nobelovy ceny za literaturu za rok 1925, která je považována za vrchol autorovy divadelní tvorby.
Bezprostředním podnětem k napsání této hry o francouzské národní hrdince z anglo-francouzské stoleté války, Johance z Arku, byla její kanonizace roku 1920. Jestliže Shaw nazval v titulu Janu svatou, pak v tom musíme spatřovat kus pro něj typické ironie, neboť jeho Jana je spíše veliký náboženský a společenský rebel a představitel zdravého lidského rozumu bojujícího proti násilí, dogmatismu a autoritářství. Shaw ji zobrazuje bez sebemenší idealizace a náboženské mystifikace, ale s obrovskou vnitřní silou, se kterou strhuje lidi kolem sebe k přímo zázračným činům a vede je k osvobození francouzské půdy i měst od anglické nadvlády.
Ani hrozná smrt na hranici nekončí Janin život, protože dívka žije v srdcích a myslích prostých Francouzů jako jejich selská světice a lidová hrdinka. Nakonec se musí před ní sklonit i světská a církevní moc a rehabilitovat ji. V posledním obraze se Jana objevuje po pětadvaceti letech králi Karlu VII., kterého korunovala v Remeši, v neklidném snu, ve kterém vystupují i postavy z předešlých obrazů. Mezi ně náhle vstupuje směšný pán z 20. století a všem oznamuje, že Jana byla Vatikánem prohlášena za svatou. Všichni před ní u vytržení poklekají, ale když je jich Jana zeptá, zda má vstát z mrtvých a vrátit se mezi ně jako živá žena, zdvořile se vykrucují a nenápadně se vytrácejí. Nakonec zůstane na jevišti Jana sama s velkou otázkou: „Ó Bože, jenž jsi stvořil tuto krásnou zemi, jak dlouho to potrvá, než bude připravena uvítat své svaté?“.
Podle hry byl roku 1957 natočen britský film režiséra Otto Premingera s Jean Sebergerovou v hlavní roli (scenáristickou úpravu provedl Graham Greene).